# Afrin (città)
Afrin (in arabo عفرين‎?, ʿAfrīn; in curdo Efrîn‎) è una città della Siria, facente parte dell'omonimo distretto, a sua volta parte del governatorato di Aleppo. È bagnata dal fiume Afrin e nel censimento del 2004 aveva 36562 abitanti. La popolazione è prevalentemente di etnia curda e di religione musulmana sunnita.

## Storia
A circa 8 km a sud della città, vi sono i resti di un tempio ittita, noto come tempio di Ain Dara. In un campo posto a nord della città è stata rinvenuta una stele dell'VIII o IX secolo a.C. L'area passò di mano dagli Achemenidi all'Impero macedone e infine all'Impero seleucide fino al 64 a.C. con la conquista romana. Nel 637 infine gli Arabi la strapparono all'Impero bizantino durante l'espansione islamica.
La regione passò brevemente sotto il dominio dei crociati del Principato d'Antiochia nel 1098 per poi essere riconquistata dai dall'Impero baharita nel 1260, poco prima delle invasioni mongole della Siria. Nel 1516 la regione fu conquistata dagli ottomani e fu incorporata nella provincia di Kilis. A partire dal XVIII secolo si stabilirono nella regione numerose tribù curde.
La moderna città di Afrin fu fondata nel XIX secolo come mercato. Dopo la prima guerra mondiale Afrin e l'intera Siria passarono sotto controllo francese. Nel 1923 con il disegno del confine tra Siria e Turchia Afrin si staccò dalla provincia di Kilis e fu infine incorporata nella moderna Siria. Il 21 marzo 1986 ci furono una serie di disordini civili durante i quali tre persone furono uccise dalla polizia siriana. Nel 1999 l'arresto del leader curdo Abdullah Öcalan innescò nuovi scontri tra manifestanti curdi e la polizia. 

### Guerra civile siriana
Nel 2012, durante le fasi iniziali della guerra civile siriana, le forze governative si ritirarono dalla città e il controllo del distretto passò sotto il controllo delle milizie dell'Unità di Protezione Popolare e dell'Amministrazione Autonoma della Siria del Nord-Est. Nel gennaio 2014 la città fu incorporata al cantone di Afrin. Nel marzo 2018 la città, in seguito all'operazione Ramoscello d'Ulivo, passò sotto il controllo dell'Esercito Nazionale Siriano, appoggiato dalla Turchia. Nell'ottobre 2022 venne conquistata dai miliziani di Tahrir al-Sham.